# خط بی‌ام‌تی سی بیچ
خط بی‌ام‌تی سی بیچ (انگلیسی: BMT Sea Beach Line) یکی از خط‌های متروی نیویورک سیتی در بخش بروکلین است.
این خط که در سال ۱۹۱۵ تأسیس شده دارای ۱۰ ایستگاه است. 

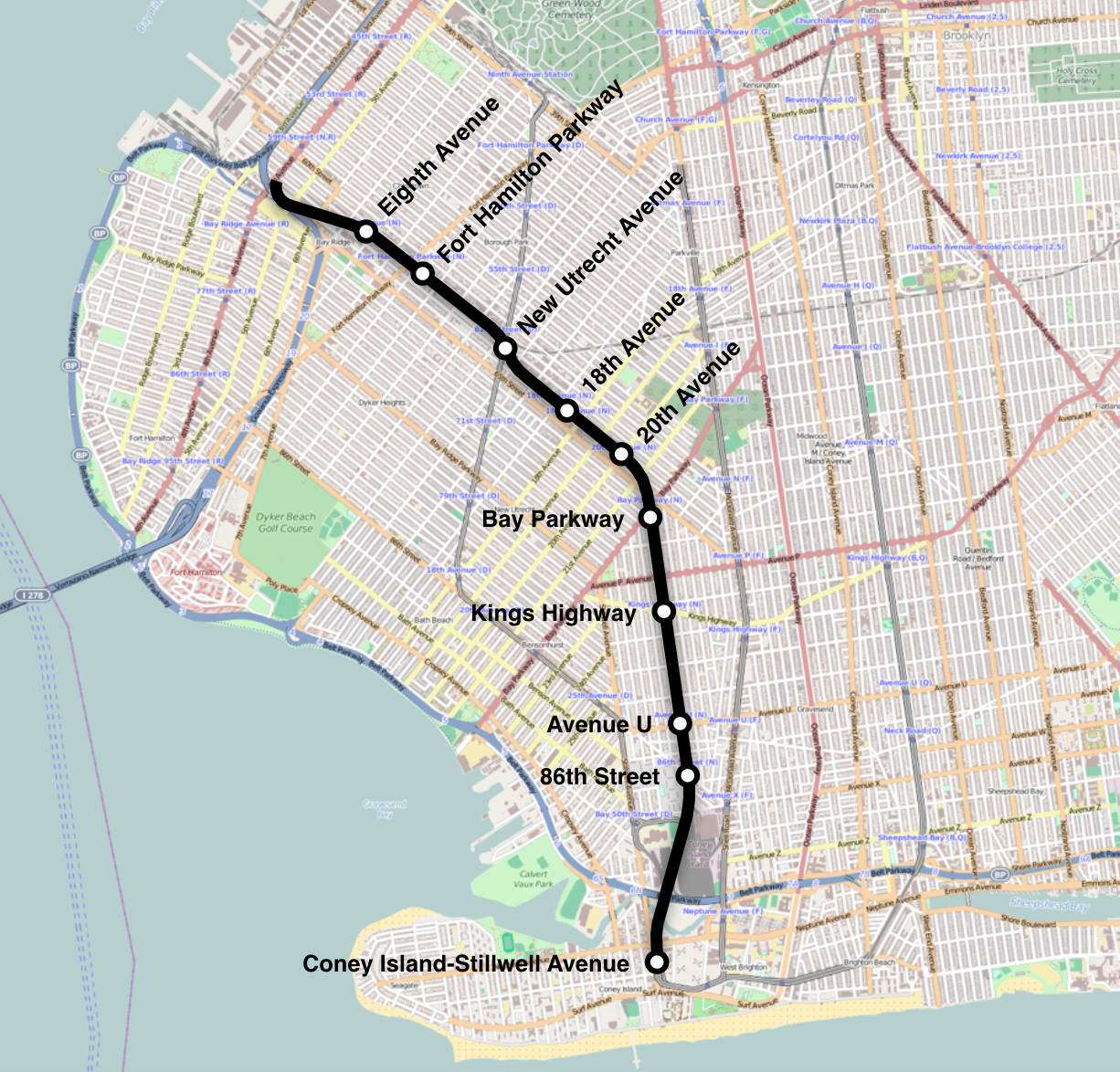
نقشه خط

## نگارخانه

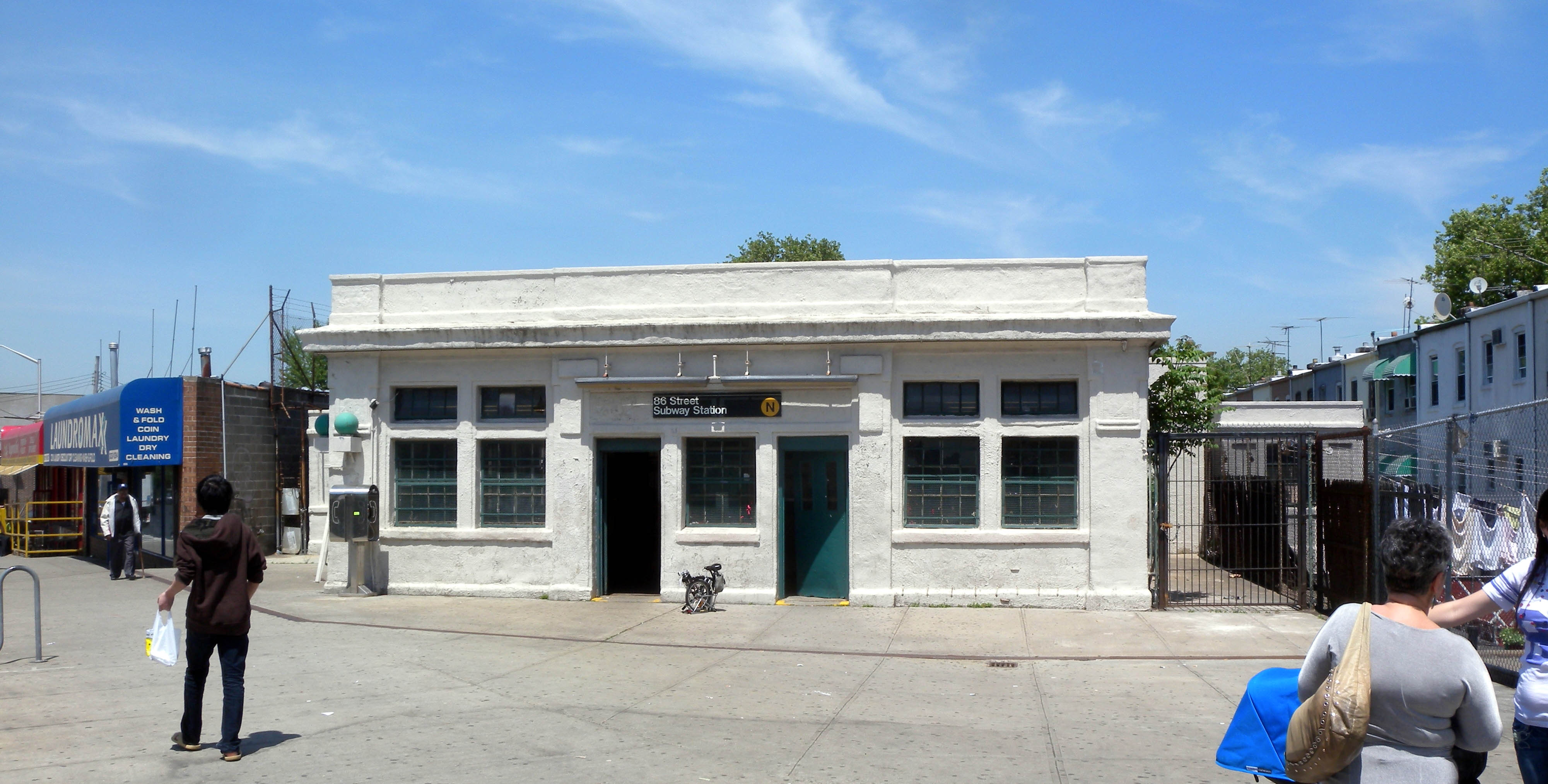
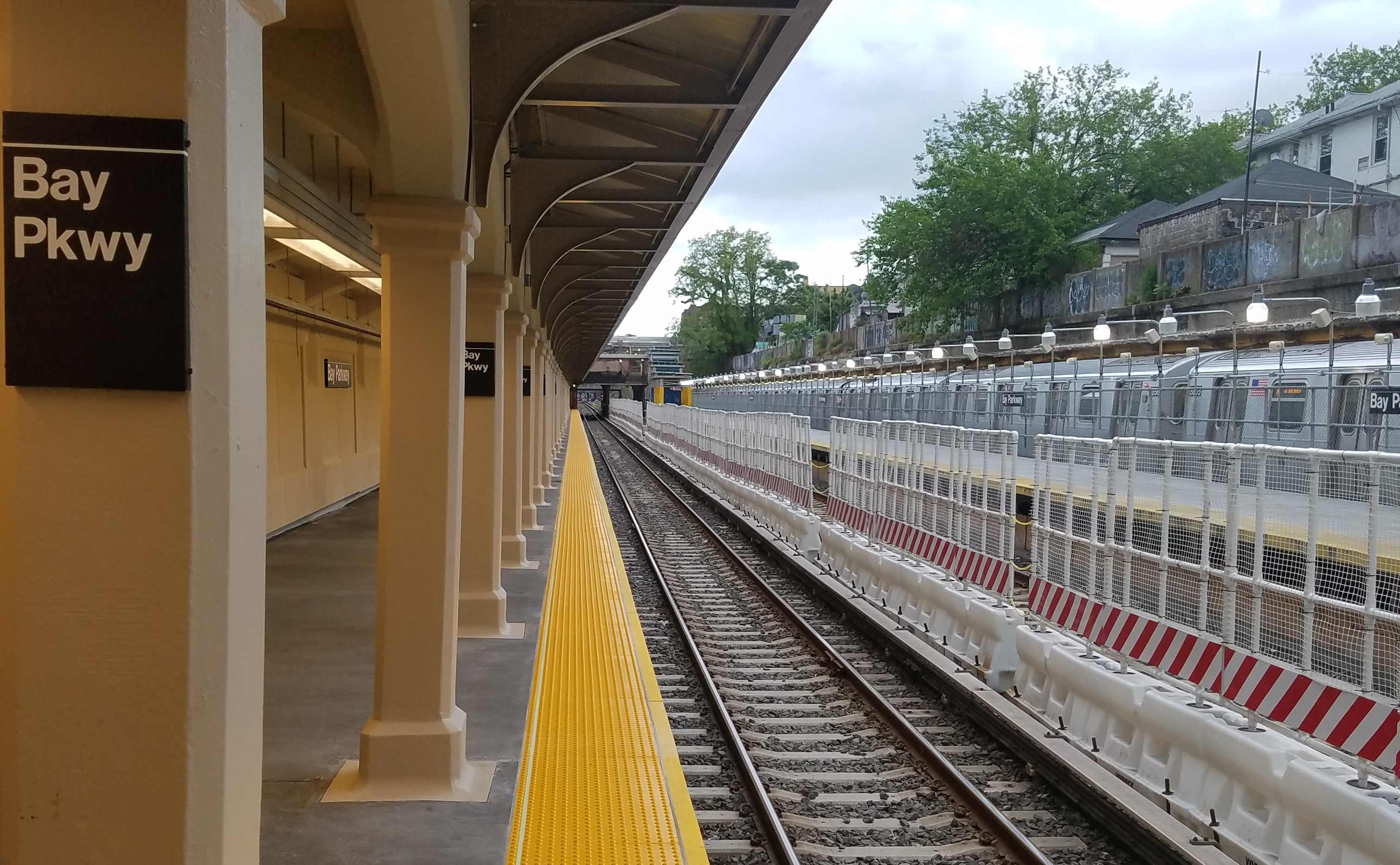
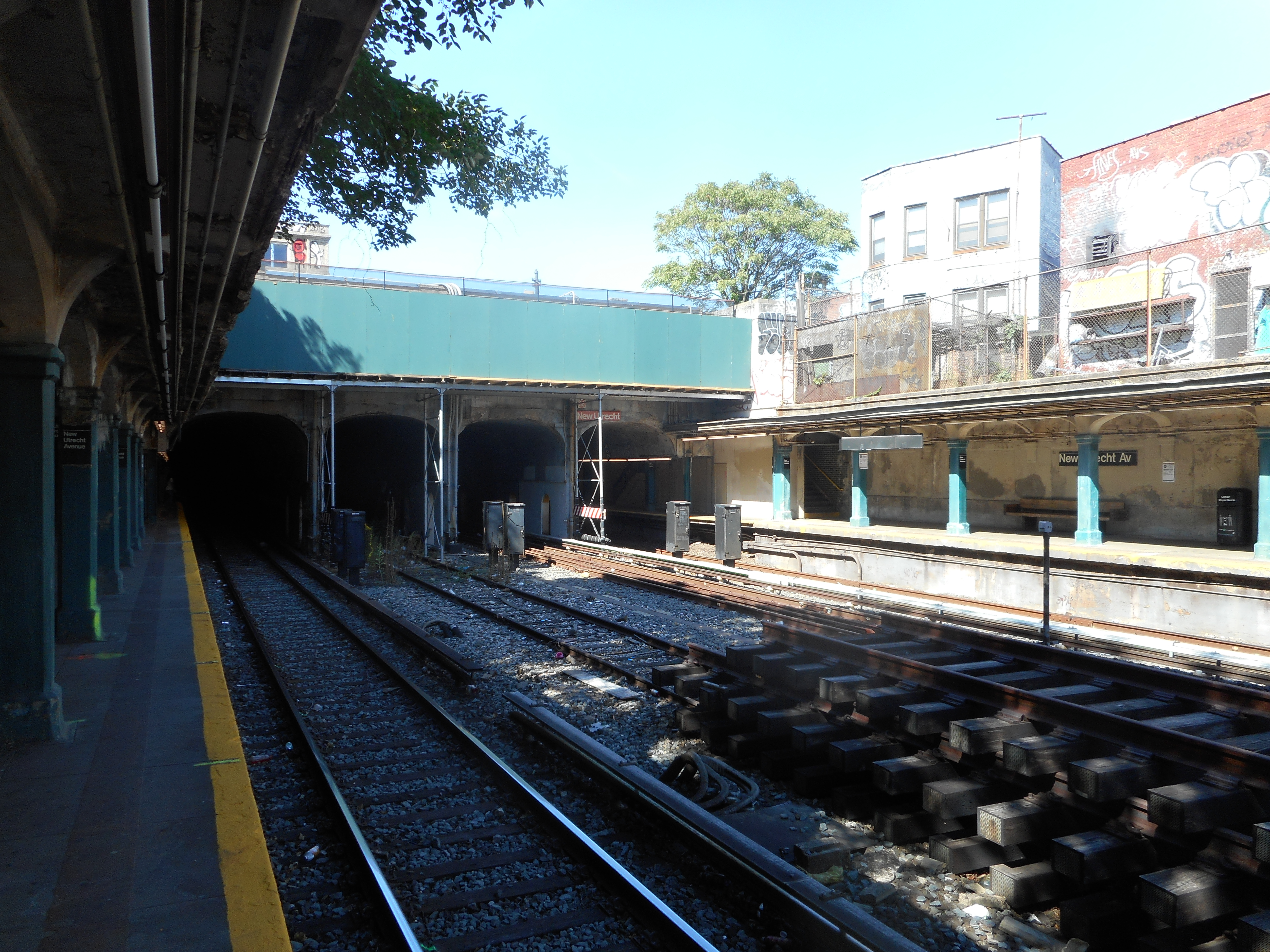
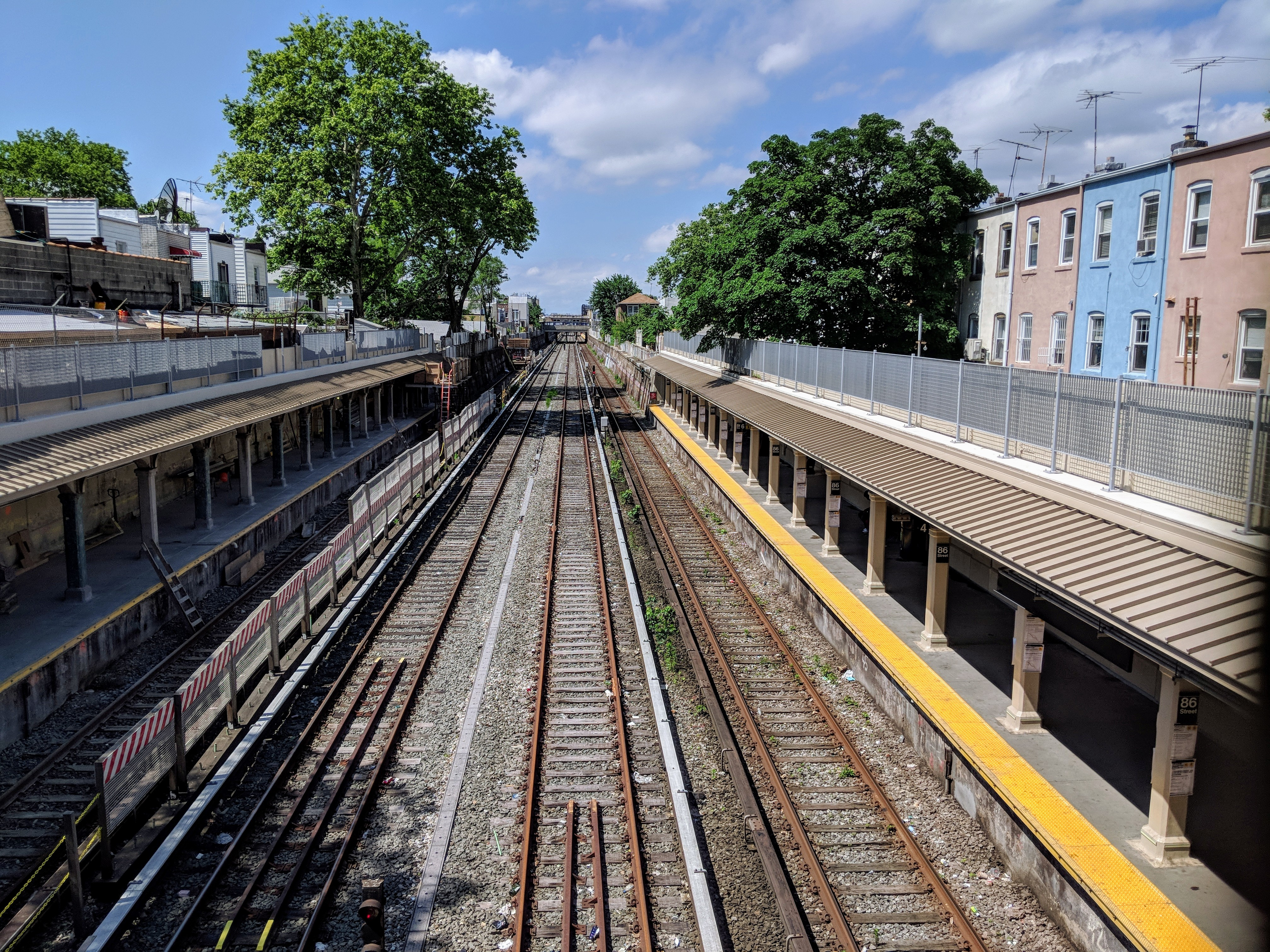